# 블랙 위도우 (1987년 영화)
《블랙 위도우》(Black Widow)는 1987년 미국의 범죄 스릴러 영화이다. 밥 레이펄슨 감독이 연출했고, 데브라 윙거, 테리사 러셀이 출연했다.
이 영화는 두 여자에 대한 범죄 드라마이다. 한 여자는 돈을 노리고 결혼한 부유한 남자들을 살해하고 (그리고 계속 서부로 이주) 다른 한 여자는 그녀를 법의 심판대에 세우는 데 집착하는 법무부 요원이다.

## 줄거리
법무부 요원 알렉산드라 반스는 젊은 아내와 결혼한 부유한 남성들이 희귀병으로 사망하는 사건들에 의문을 품기 시작한다. 사진들을 비교한 결과, 그녀는 이 모든 아내들이 가발과 스타일을 바꿔 외모를 변장한 동일 인물이라는 것을 알아낸다. 그녀는 "캐서린"이라는 여성이 맨해튼 출판 재벌과 결혼하여 그의 재산을 상속받았다는 것을 알게 된다. 이 여성은 이후 텍사스로 이동하여 남부 억양을 구사하며 "마리엘"이라는 이름으로 장난감 회사 소유자를 유혹하여 결혼한다. 그녀는 그 남편을 독살하고, 그의 여동생에게 거액을 줘서 입을 막는다.
계속해서 "마가렛"이라는 이름으로 시애틀 박물관 이사회에 진출한 캐서린은 펜실린 알레르기가 있는 박물관 큐레이터를 유혹하여 결혼한다. 알렉산드라는 캐서린의 행적을 추적하며 그녀가 남편을 독살한다는 사실을 확신하고 상사에게 조사 허가를 받는다. 알렉산드라는 프리랜서 기자로 위장하여 큐레이터와 접촉하려 하지만, 캐서린은 남편의 치약에 펜실린을 섞어 그를 살해한다. 알렉산드라는 캐서린을 하와이까지 추적한다.
하와이에서 캐서린은 "레니 워커"라는 이름으로 호텔리어와 사귀고, 알렉산드라는 "제시카 베이츠"라는 이름으로 그녀에게 접근하여 친분을 쌓는다. 캐서린은 알렉산드라가 과거 자신의 피해자들을 조사했다는 것을 알게 되자 그녀를 의심하기 시작한다. 다이빙 중에 캐서린은 알렉산드라의 장비 고장을 이용해 그녀를 구해주고, 부자 남편을 얻어 부를 쌓았다는 사실을 고백하며 알렉산드라에게 호텔리어를 유혹하라고 부추긴다. 그 사이 캐서린은 알렉산드라의 아파트를 뒤지고 사설 탐정을 고용하여 알렉산드라를 감시한다. 알렉산드라와 호텔리어가 키스하는 사진을 찍은 후, 캐서린은 호텔리어와 결혼한다.
결혼식에서 알렉산드라는 캐서린을 조종자로 몰아붙이고, 캐서린은 입맞춤으로 화답한다. 캐서린은 사설 탐정을 살해하고, 경찰은 알렉산드라와 호텔리어가 키스하는 사진을 발견한다. 캐서린이 독살을 위해 샌프란시스코로 떠나자, 알렉산드라는 호텔리어에게 캐서린의 범죄를 알린다. 호텔리어는 캐서린이 자신의 재산을 암 자선 단체에 기증하도록 했다고 알린다. 호텔리어가 사망하자 경찰은 질투심 때문에 그를 살해했다는 이유로 알렉산드라를 체포한다. 하지만, 사실 호텔리어는 죽은 척을 한 것이었고, 캐서린이 알렉산드라에게 독이 든 술을 마시게 했다는 것을 알아낸다. 캐서린은 알렉산드라에게 독살을 시도한 사실을 실토하고, 마침내 체포된다.

## 출연
- 데브라 윙거 - 알렉산드라
- 테리사 러셀 - 캐서린
- 사미 프레이 - 폴 나이튼
- 데니스 호퍼 - 벤 듀머스
- 니콜 윌리엄슨 - 윌리엄 매콜리
- 테리 오퀸 - 브루스
- 로이스 스미스 - 세라
- D. W. 모펏 - 마이클
- 리오 로시 - 리치
- 메리 우로노브 - 셸리
- 루타니아 알다 - 아이린
- 제임스 홍 - 신
- 다이앤 래드 - 에타

## 기타
- 미술: 진 캘러핸
- 의상: 패트리시아 노리스
- 배역: 테리 라이블링